# خليل أباد (إيران)
خليل أباد هي مدينة في مقاطعة خليل أباد، محافظة خراسان رضوية، إيران. في تعداد عام 2006، بلغ عدد سكانها 8409، في 2342 أسرة.

## الأماكن التاريخية والمعالم السياحية
- أبغرم خليل أباد
- جامع خليل أباد
- حمام بهشتي
- قدمكاه حضرة علي
- يخجال كلي